# Ellen Marlow
Ellen Taylor Marlow, född 22 februari 1994, är en amerikansk skådespelerska.
Hon spelade Jemina potts i Chitty Chitty Bang Bang (när hon var 10 år) på Broadway och Claire Lyons i filmen "The Clique" (när hon var 14 år ) - baserad på böckern av Lisi Harrison.
Ellen har varit med i Cold Case.